# Karl Friedrich Speck
Karl Friedrich Speck (9 de fevereiro de 1862 - 6 de agosto de 1939) foi um político alemão.

## Biografia
Speck nasceu em 1862 em Speyer e tornou-se membro do Reichstag alemão em 1898, representando o Partido do Centro (Alemanha) até 1914.

Speck foi presidente do Partido do Povo da Baviera de 1918 a 1929.